# Haselbourg
Haselbourg – miejscowość i gmina we Francji, w regionie Grand Est, w departamencie Mozela.
Według danych na rok 1990 gminę zamieszkiwało 351 osób, a gęstość zaludnienia wynosiła 57 osób/km² (wśród 2335 gmin Lotaryngii Haselbourg plasuje się na 705. miejscu pod względem liczby ludności, natomiast pod względem powierzchni na miejscu 909.).